# Psorosa brephiella
Psorosa brephiella is een vlinder uit de familie snuitmotten (Pyralidae). De wetenschappelijke naam van deze soort is voor het eerst geldig gepubliceerd in 1879 door Staudinger.
De soort komt voor in tropisch Afrika.